# 8850 Bignonia
8850 Bignonia (1990 VQ6) là một tiểu hành tinh vành đai chính được phát hiện ngày 15 tháng 11 năm 1990 bởi E. W. Elst ở Đài thiên văn Nam Âu.